# 庄嘉
庄嘉（?—?），字子敬，元朝大臣，元顺帝时中书平章政事。
至元三年（1337年），由监察御史转任秘书监丞。至元六年（1340年），担任礼部郎中。后来出任福建闽海道廉访使。至正十六年（1356年），元顺帝任命他为福建行中书省右丞。至正十八年（1358年）入朝担任中书省平章政事。至正十九年（1359年），罢职。至正二十七年（1367年）被重新起用，担任中书省参知政事。